# Dilson Herrera
Dilson Jose Herrera (ur. 3 marca 1994) – kolumbijski baseballista występujący na pozycji drugobazowego i łącznika.

## Przebieg kariery
W lipcu 2010 podpisał kontrakt jako wolny agent z Pittsburgh Pirates, ale występował jedynie w klubach farmerskich tego zespołu najwyżej na poziomie Class-A w zespole West Virginia Power. W sierpniu 2013 w ramach wymiany zawodników przeszedł do organizacji New York Mets i początkowo grał MiLB, w Savannah Sant Gnats (Class-A), St. Lucie Mets (Class-A+) i Binghamton Mets (Double-A).
W wyniku kontuzji drugobazowego Daniela Murphy'ego, 28 sierpnia 2014 został przesunięty do 40-osobowego składu Mets i dzień później zadebiutował w MLB w meczu przeciwko Philadelphia Phillies. 1 września 2014 w spotkaniu z Miami Marlins zdobył pierwszego home runa w MLB.
1 sierpnia 2016 w ramach wymiany zawodników przeszedł do Cincinnati Reds. 6 lipca 2018 otrzymał powołanie do składu Reds, po występach w niższych ligach, między innymi w Louisville Bats z Triple-A. 22 lipca 2018 w meczu przeciwko St. Louis Cardinals wystąpił jako pinch hitter i zdobył w drugiej połowie dziewiątej zmiany dające zwycięstwo  RBI single.